# Marek Jasiński (strażak)
Marek Stanisław Jasiński (ur. 21 października 1964 w Żyrardowie) – polski strażak, nadbrygadier w stanie spoczynku, zastępca komendanta głównego Państwowej Straży Pożarnej w latach 2015–2019.

## Życiorys
Służbę w jednostkach ochrony przeciwpożarowej rozpoczął w 1989. Jest absolwentem Szkoły Głównej Służby Pożarniczej w Warszawie z 1995 oraz Akademii Podlaskiej w Siedlcach z 2001. Piastował między innymi funkcję komendanta powiatowego Państwowej Straży Pożarnej w Legionowie w latach 2005–2007, a następnie dyrektora biura i doradcy komendanta głównego Państwowej Straży Pożarnej w Komendzie Głównej PSP. 29 grudnia 2015 został powołany na Zastępcę Komendanta Głównego Państwowej Straży Pożarnej, a 6 maja 2017 odebrał akt mianowania na stopień nadbrygadiera z rąk prezydenta RP Andrzeja Dudy. Minister Spraw Wewnętrznych i Administracji Mariusz Kamiński na wniosek Komendanta Głównego Państwowej Straży Pożarnej z dniem 16 grudnia 2019 odwołał nadbrygadiera Marka Jasińskiego ze stanowiska Zastępcy Komendanta Głównego Państwowej Straży Pożarnej.